# Sächsischer Staatspreis für Design
Der Sächsische Staatspreis für Design ist ein Designpreis, den der Freistaat Sachsen seit 1992 verleiht. Träger ist das Sächsische Staatsministerium für Wirtschaft, Arbeit und Verkehr.
Mit dem Wettbewerbsjahr 2023 lädt der Sächsische Staatspreis für Design zur Beteiligung an zwei Wettbewerben ein. Zum einen dem sachsenweiten, mit Preisgeldern in Höhe von insgesamt 50.000 Euro dotierten, Design Mission Award. Voraussetzung für eine Teilnahme ist der Sitz oder Tätigkeitsschwerpunkt der Designschaffenden in Sachsen. Die Kategorien sind Produktdesign im Industriegüter-Bereich, Produktdesign im Konsumgüter-Bereich, Kommunikationsdesign, Digital Design und Kunsthandwerk. Alle Kategorien werden jeweils im Haupt- und Nachwuchsbereich ausgelobt.
Zum anderen wurde 2023 der bundesweite Design Vision Award mit einem Preisgeld von 30.000 Euro ins Leben gerufen. Teilnehmen konnten Designschaffende aus ganz Deutschland.
Zwischen 2007 und 2020 gab es die Kategorien Produktdesign, Kommunikationsdesign, Nachwuchsdesign und den Sonderpreis.

## Preisträger

### 1992
- - Lehrproduktion Holzspielzeug, Designer: G. Kaden, P. Geist aus Neuhausen;
  - der Eisenbahndrehkran TEVLAR 100 Designer: St. Rößler, St. Sachs aus Leipzig;
  - der Satellitenreceiver EC 4003, Designer: Eberhard Marx aus Dresden;
  - die Multisystem-Raumaschine Modell 67280, Designer: D. und U. Rahe aus Schwäbisch Gmünd

### 1993
- - Ausstellungssystem - Messekoje für Erzgebirgisches Spielzeug, Gerd Kaden, Neuhausen;
  - Bearbeitungszentrum ACW, AUERBACH Werkzeugmaschinen GmbH, FZM Forschungszentrum, Maschinenbau GmbH Chemnitz, Wolf Röhner;
  - Kugeldruckviskosimeter, HÖPPLER KD 3.1, Haake Medingen GmbH, Designprojekt GmbH Dresden, Eberhard Marx;
  - Nachziehspielzeug, HESS-Holzspielzeug, Olbernhau, Wolfgang Hartig, Langebrück;
  - Foto-Scanner,  Jos. Schneider Feinwerktechnik, GmbH & Co. KG, Dresden, Designprojekt GmbH Dresden, Eberhard Marx

### 1994
1. Preis
- Ohrspülgerät, dantschke Medizintechnik Leipzig, realdesign GmbH Leipzig, Rainer Klotzsch

2. Preis
- Laborviskosimeter, Haake Medingen GmbH, Designprojekt GmbH Dresden, Eberhard Marx
- Panoramakamera, Kamera Werk Dresden GmbH, Manfred Claus, Dresden

3. Preis
- Drehmaschine, Forschungszentrum Maschinenbau GmbH Chemnitz, Wolf Röhner, Chemnitz

### 1995
1. Preis
- Damenoberbekleidung Strickkollektion Herbst/Winter 1995, Modeatelier/Laden 2, Evelin Kotzsch, Dresden, Ulrike Andersch, Ragewitz

2. Preis
- FLEXTERM II, iDF GmbH, Chemnitz, CONCEPT + DESIGN, Veit Vogel, Chemnitz
- Dekostoff, Arno Kemnitz GmbH, Werda, Sonja Näder, Chemnitz

3. Preis
- Spielplatz für blinde Kinder, Siebenborn Objekt Art Design, Chemnitz, Erik Neukirchner, Andre Steinke

### 1996
1. Preis
- Elektroheckenscheren VIKING HE 600 und 700, MOGATEC GmbH & Co., Designprojekt GmbH Dresden

2. Preis
- Kompaktgeradeausziehmaschine 16/7 der Baureihe RUBIN, Herborn + Breitenbach GmbH, CONCEPT + DESIGN GmbH

3. Preis
- Jacquardgemusterte Tisch- und Bettwäsche, Curt Bauer GmbH, Sonja Näder

### 1997
1. Preis
- Zeitschrift form + zweck, Heft 13 und 14, Verlag form + zweck, Berlin, golde + gebhardt, Leipzig

 2. Preis
- Elektroroller Korat, LBT Elektrozweiradfahrzeuge GmbH, Thum, gotha design + marketing GmbH, Gotha

3. Preis
- Wicket-Beutelautomat Günter W650/850S/L, Sachsenring Entwicklungsgesellschaft mbH, Zwickau, Designprojekt GmbH Dresden, Klaus Förster

### 1999
- Corporate Identity und Corporate Design für Heimtextilien und Bekleidung aus Naturseide, Plauener Spinnhütte GmbH, Atelier Sonja Näder, Chemnitz, Ralf Brenner, Zschopau
- Plasmatrenngerät, PlasmaSelect GmbH Teterow, Günther Kießlich, Grimma
- Koordinatenmessgerät PMM-C, Brown & Sharpe Wetzlar GmbH, Wetzlar, Rainer Groh, Dresden
- Kugelbahn, Kaden & Kaden GbR, Neuhausen, Gerd Kaden, Neuhausen

### 2001
- Bürostuhl Seesaw, Lampert & Sudrow GmbH & Co. KG, Stuttgart, Horn & Majewski GbR, Dresden
- Mosaikbild IMAGO, Naef Spiele AG, Zeiningen, Heiko Hillig, Mauersberg
- Pollerleuchten LiLO und LiLi, LiLA F., Leipzig, Baasch + Schulze Designbüro, Leipzig

### 2003
1. Preis
- MZ 1000S, MZ Motorrad- und Zweiradwerk GmbH, Zschopau-Hohndorf, Naumann Design, Peter Naumann, München

2. Preis
- REISS GAMMA, REISS Büromöbel GmbH, Bad Liebenwerda, HORN MAJEWSKI Designer Ingenieure, Dresden, Norbert Hentsch, Dresden
- Carbon-Mountainbike Fiper-V5, Composite EDP GmbH, Burkhardtsdorf, Werksdesigner Robert Schweier, Burkhardtsdorf

3. Preis
- Spielmöbelsystem, Gablenz GmbH, Geyer, Grit Weiß, Annaberg-Buchholz
- Falter, Appold GmbH, Zwochau, dreipunkt4!, Martin A. Büdel, Halle
- Gelenktriebwagen NGT D12DD, Dresdner Verkehrsbetriebe AG, Dresden, FORM + GRAFIK Gerhard Hempel, Günter Seibt, Hans Wiesenhütter, Dresden

## 2005
2005 wurden 191 Vorschläge für den zehnten Sächsischen Staatspreis für Design eingereicht. Die Vorschläge verteilten sich auf die 26 Produktgruppen. Für den Juniorpreis wurden 25 Vorschläge eingereicht.
Mitglieder der Fachjury:
- Eva Gerber, Zürich, Leitung des Instituts Relais und Mitglied der Schulleitung an der Hochschule für Gestaltung und Kunst Luzern
- Nora Grawitter Gera, Designerin und wissenschaftliche Mitarbeiterin Textilforschungsinstitut Thüringen-Vogtland e. V.
- Andrej Kupetz, Fachlicher Leiter und Geschäftsführer Rat für Formgebung, Frankfurt/Main
- Michael Lammes, Aachen, Milane Designbüro NOA
- Heinrich Löbbers, Dresden, Journalist, Ressortleiter Kultur und Gesellschaft/Reportage der Sächsischen Zeitung
- Babette Peters, Hamburg, Leiterin Initiative Hamburgunddesign
- Barbara Schmidt, Berlin, Designerin KAHLA/Thüringen Porzellan GmbH
- Rayan Abdullah, Leipzig, Designer, Professor für Typografie an der Hochschule für Grafik und Buchkunst Leipzig

### Preisträger
1. Preis
- Echtes Leipziger Allerlei (ein studentisches Kochbuch)
  - Design: Magdalena Koehn, Leipzig
  - Hersteller: Hochschule für Grafik und Buchkunst Leipzig
- PanoMaticChrono
  - Design: Abt. Produktplanung, Glashütter Uhrenbetrieb GmbH, Glashütte
  - Hersteller: Glashütter Uhrenbetrieb GmbH, Glashütte

2. Preis
- Kaleidotype
  - Design: Michael Buttgereit, Wolfram Heidenreich, Jörg Fassmann, Haltern am See, Martin Winter, Dresden
  - Hersteller: Buttgereit und Heidenreich GmbH, Haltern am See

3. Preis
- Metropolitan - haute couture for the streets
  - Design: Elena Biedermann und Marko Stephan, Zwickau
  - Hersteller: poem for lena fashion and message, Zwickau
- KBA RAPIDA 105
  - Design: Wolfgang Hartig, Langebrück
  - Hersteller: Koenig & Bauer AG Werk Radebeul
- Schräge Kiste
  - Design: Gerd Kaden, Neuhausen
  - Hersteller: KADEN & KADEN Holzgestaltung, Neuhausen

### Juniordesign
Mitglieder der Jugendjury:
- Jürgen Gehm, Dresden, Studium Produktgestaltung an der HTW Dresden, Preisträger von Zeichen- und Plakatwettbewerben
- Caterina Teresa Brigida Guccione Mazara del Vallo (Italien), Architekturstudium an der TU Dresden, Studium an der HfBK Dresden, Meisterschülerstudium
- Susan Donath, Dresden, Ausbildung zum Steinmetz, Studium an der HfBK Dresden, derzeit Meisterschülerstudium
- Antje Huschenbett, Dresden, Psychologiestudium an der TU Dresden und Aufbaustudium Kultur & Management TU Dresden/Görlitz,
- Thomas Kohl, Dresden, Studium Produktgestaltung an Hochschule für Technik und Wirtschaft Dresden (FH), Art Director der Firma Faltformen
- Anja Böttger, Dresden, Studium an der HfBK Dresden, freischaffend, AWD-Kunstpreis 2005
- Katrin Steinke, Dresden, Studium Politikwissenschaft, Soziologie und Geografie an der TU Dresden, "ad rem"- Ressortleitung für Kultur und Kunst

1. Preis
- „frau wow“ (Illustrationsbuch)
  - Design: Katja Schwalenberg, Leipzig

2. Preis
- „Speedlobster“ (Einspuranhänger für Fahrräder)
  - Design: Ralf Hamann und Matthias Sperling, Dresden
- „profil“ (Filzkollektion)
  - Design: Zsofia Gudlin, Grazyna Grabowicz, Chemnitz

3. Preis
- „Lichthöhle“ (Rettungszelt)
  - Design: Jens Krzwinski, Dresden

## 2007
Für den elften Sächsischen Staatspreis für Design 2007 wurden 291 Bewerbungen eingereicht. Hiervon entfielen auf die Kategorien Produktdesign und Kommunikationsdesign 183 Entwürfe, auf den Juniorpreis 37 Entwürfe und auf den erstmals ausgelobten Sonderpreis der Handwerkskammern 53 Entwürfe. Für den von der bruno banani underwear GmbH ausgelobten Sonderpreis bewarben sich 18 Studenten aus ganz Deutschland. Verliehen wurden die Auszeichnungen am 12. November 2007 im Rahmen des Tag des Designs im Internationalen Congress Center Dresden.
Die Jury waren:
- Rayan Abdullah, Professor für Typografie, Studiendekan, Hochschule für Gestaltung und Buchkunst Leipzig
- Fritz Frenkler, Professor für Industrial Design, Technische Universität München
- Dieter Hofmann, Professor für Produkt- und Systemdesign, Studiendekan, Hochschule für Kunst und Design Halle
- Eva Maria Hoyer, Direktorin GRASSI Museum für Angewandte Kunst
- Heinrich Löbbers, Leitender Redakteur Kultur, Reportage, Gesellschaft, Sächsische Zeitung
- Volker Pfüller, Professor für Illustration, Hochschule für Grafik und Buchkunst Leipzig
- Detlef Rahe, Professor for 3dim. design hfk university of the arts bremen
- Rolf Roeder, Professor für Technisches Design, Hochschule für Kunst und Design Halle
- Claudia Warda, Geschäftsführerin warda design, Trendmonitoring und Produktentwicklung, Köln

### Kategorie Produktdesign
In der Kategorie Produktdesign wurden fünf Einreichungen mit Preisen prämiert.
1. Preis
- Shredder AK 530 (ein Anhänger zur Zerkleinerung von Holz- und Grünabfällen)
  - Design: Katrin Voigt, Leipzig
  - Hersteller: Doppstadt Calbe GmbH, Calbe

2. Preis
- Lumbo Tristep (Lendenwirbelsäulen-Überbrückungsorthese mit Mobilisierungsfunktion)
  - Design: Resolut Design, Andreas Mühlenberend, Mitarbeit: Sebastian Camerer, Leipzig
  - Hersteller: Otto Bock, Healthcare GmbH, Duderstadt

3. Preis
- PYROM (Bauspiel)
  - Design: Fred Voß, Hannover
  - Hersteller: SINA Spielzeug GmbH, Neuhausen

Anerkennung
- Turtle & Fix (Kindermöbelkombination Arbeitsstuhl und Container)
  - Design: Horn Majewski Design (Peter Horn), Dresden
  - Hersteller: Richard Lampert GmbH & Co. KG, Stuttgart
- klapp_dich (flexible Tischlösung)
  - Designer: Martin A. Büdel, Halle
  - Hersteller: KABRÉ Leipzig, Leipzig

### Kategorie Kommunikationsdesign
Nominiert für eine Auszeichnung wurden zehn Einreichungen. Davon wurden sechs ausgezeichnet.
1. Preis
- „Curry & Co“ (Corporate Design)
  - Design: DESIGNERDEUTSCH, Susanne Meyer-Götz, Dresden
  - Hersteller: Curry & Co, Dresden

2. Preis
- F/Stop Katalog 2007
  - Design: David Voss, Leipzig
  - Hersteller: Zentrum für Zeitgenössische Fotografie Leipzig e. V., Leipzig

3. Preis
- Magazin DRUNK
  - Design: Andreas Glauch, Marcel Baer, Leipzig
  - Hersteller: DISTILLERY, Steffen Kache, Leipzig

Anerkennung
- On-Air-Branding des MDR Fernsehen
  - Designer: Dream On, Fabrice Gueneau, Paris, MCS GmbH Sachsen (Leiter der Fernsehproduktion Holger Böhme), Dresden und die Creative Direction MDR FERNSEHEN, Klaus W. Schuntermann und Sandra Kather, Leipzig
  - Hersteller: MDR Fernsehen, Leipzig
- Kalender 2007
  - Designer: Ö Grafik, Agentur für Marketing und Design, Dresden
  - Hersteller: Druckerei Thieme GmbH, Meißen
- Buch „Dream of the Rarebit Fiend“ (Buch in Übergröße)
  - Designer: BEDUINENZELT®, Andrea Taha M.A., Pobershau
  - Hersteller: Verlag Dr. Ulrich Merkl e.K., Hohenstein-Ernstthal

### Sonderpreis Juniordesign
1. Preis
- CRUiSER und Co.
  - Bewerber: Nikolai Burger, Halle
  - Hochschule: Burg Giebichenstein HKD Halle

2. Preis
- Damen-Skilanglauf-Outfit
- Bewerber: Meike Hampe, Schneeberg
  - Hochschule: Angewandte Kunst der Westsächsischen SG Modedesign

3. Preis
- Oma´s Rache aus dem Projekt compact kitchen
  - Bewerber: Ilja Oelschlägel, Melanie Olle, Leipzig
  - Hochschule: Burg Giebichenstein HKD Halle

### Sonderpreis der Handwerkskammern
1. Preis
- Diskantzither, 42-saitig (Luftresonanzkonzertzither)
  - Design: Steffen und Frank Meinel, Markneukirchen
  - Hersteller: Horst Wünsche Zitherbau KG, Markneukirchen

2. Preis
- Filzhocker
  - Design: Peter Stenzel, Hartmannsdorf,
  - Hersteller: Stellmacherei Stenzel, Hartmannsdorf

3. Preis
- Straßenwalze Hamm DV90
  - Design: TOM-TOYS GmbH, Lichtentanne
  - Hersteller: TOM-TOYS GmbH, Lichtentanne
- Sattelhalter
  - Design: Matthias Sperling, Meißen
  - Hersteller: Nico Fahrzeugteile Produktions GmbH, Obergoseln bei Döbeln

### Sonderpreis "bruno banani"
Diesen Sonderpreis war mit 2.500 Euro ausgelobt worden. Gewonnen hat diesen Preis für seinen Unterwäscheentwurf Peter Wiesmann aus Bremen.

## 2009
Für die Auszeichnung zum zwölften Sächsischen Staatspreis für Design 2009 wurden 273 Bewerbung eingereicht. Davon entfielen auf die Kategorie Produktdesign 95 Bewerbungen, auf die Kategorie Kommunikationsdesign 103 Bewerbungen, auf den Sonderpreis Juniordesign 39 Bewerbungen und auf den Sonderpreis der Handwerkskammern 36 Bewerbungen. Verliehen wurden die Auszeichnungen am 25. November 2009 im Rahmen des Deutschen Marken- und Designkongresses in Hellerau.
Die Jury waren:
- Thomas Bille, Freier Journalist und Moderator
- Ines Bruhn, Professorin für künstlerisch-gestalterische Grundlagen an der Westsächsischen Hochschule Zwickau, Fakultät Angewandte Kunst
- Anette Ponholzer, f/p design (in Vertretung von Fritz Frenkler)
- Dieter Hofmann, Professor für Produkt- und Systemdesign, Studiendekan, Hochschule für Kunst und Design Halle, Burg Giebichenstein
- Eva Maria Hoyer, Direktorin GRASSI Museum für Angewandte Kunst
- Volker Pfüller, Professor für Illustration, Hochschule für Grafik und Buchkunst Leipzig
- Detlef Rahe, Hochschule für Künste Bremen, Direktor Institut für integriertes Design
- Rolf Roeder, Professor für Technisches Design, Hochschule für Kunst und Design Halle, Burg Giebichenstein
- Claudia Warda, Geschäftsführerin warda design, Trendmonitoring und Produktentwicklung, Köln

### Kategorie Produktdesign
Von den 39 Bewerbungen wurden sechs Vorschläge ausgezeichnet. Trotz der großen Bandbreite der vorgeschlagenen Produkte sah sich die Jury nicht in der Lage, einen ersten Preis zu vergeben. Der Förderpreis, der vergeben wurde, ist undotiert.
2. Preis
- Bank WING
  - Designer: Romy Friedewald, Schneeberg
  - Hersteller: Ulrike Kühn und Sabine Kirste GbR, Stolpen
- play
  - Designer: Martin Fiedler, Dresden
  - Hersteller: Wehrsdorfer LED-Lichttechnik GmbH, Wehrsdorf

3. Preis
- Verflüssigungssatz ECOSTAR
  - Designer: Matthias Kratschmer, Radebeul
  - Hersteller: Bitzer SE (Werk Schkeuditz), Sindelfingen
- DER GRÜNE BAUM
  - Designer: Gerd Kaden, Neuhausen
  - Hersteller: KADEN & KADEN Holzgestaltung, Neuhausen
- Purelink HDMI Kabel
  - Designer: neongrau.id, Dresden
  - Hersteller: PureLink GmbH, Rheine

Förderpreis
- Sarg „Himmelswolke“ für Fehl und Totgeburten
  - Designer: Doris Gottschald, Langenbernsdorf-Niederalbertsdorf
  - Hersteller: VERA SPES GmbH, Niederalbertsdorf

### Kategorie Kommunikationsdesign
Das Bewerberfeld war das größte bei der Verleihung 2009. Von den 103 Bewerbungen wurden fünf Produkte ausgezeichnet. Alle fünf Auszeichnungen gehen nach Leipzig. Die Jury sieht hierbei eine große Ausstrahlung der Hochschule für Grafik und Buchkunst Leipzig gegeben. Die Anerkennungen, die vergeben wurden, sind undotiert.
1. Preis
- XX - Die SS-Rune als Sonderzeichen auf Schreibmaschinen
  - Designer: Elisabeth Hinrichs, Aileen Ittner, Daniel Rother, Leipzig
  - Hersteller: Institut für Buchkunst Leipzig, Hochschule für Grafik und Buchkunst Leipzig, Leipzig

2. Preis
- Erscheinungsbild
  - Designer: KOCMOC.NET GmbH, Leipzig
  - Hersteller: GRASSI Museum für Angewandte Kunst, Leipzig

3. Preis
- LUBOK
  - Hersteller: Lubok Verlag, Christoph Ruckhäberle, Leipzig

Anerkennung
- Platz ist wo’s hinkommt
  - Designer: Jakob Kirch (freischaffender Diplom-Grafikdesigner)
  - Hersteller: Institut für Buchkunst Leipzig, Leipzig
- Die Apotheke im Sachsenpark
  - Designer: Jürgen X. Albrecht, Waldshut
  - Hersteller: Die Apotheke im Sachsenpark, Leipzig

### Sonderpreis Juniordesign
Der Fachbereich Design stellte alle 39 Bewerbungen. Die ebenfalls zum Staatspreis zugelassenen Fachbereiche Architektur und Innenarchitektur waren nicht vertreten.
1. Preis
- Chamäleon - eine Business-Travel Kollektion
  - Bewerber: Anke Ott, Rittersgrün

2. Preis
- digital care system
  - Bewerber: Marco Zichner, Dresden

3. Preis
- Nokok3/1
  - Bewerber: Jörn Wonneberger, Schneeberg
- five55
  - Bewerber: Helge Oder, Berthelsdorf
- Faltschachtel-Form- & Klebemaschine
  - Bewerber: Anja Knöfel, TU Dresden Lehrstuhl für Konstruktionstechnik/CAD - Zentrum für Technisches Design, Dresden

### Sonderpreis der Handwerkskammern
Mit der Auszeichnung der eingereichten Vorschläge wurden überzeugende Designideen bei einer ausgeprägten handwerklichen Leistung prämiert.
1. Preis
- arbeitstisch
  - Designer: Peter Stenzel, Hartmannsdorf
  - Hersteller: Tischlerei Peter Stenzel, Hartmannsdorf

2. Preis
- Strategiespiel-Serie Caro
  - Designer: Annedore Krebs, Grünhainichen
  - Hersteller: Annedore Krebs Spielfiguren, Grünhainichen

## 2012
Erstmals stiftete die Staatliche Porzellan-Manufaktur Meissen eine Preisstatue aus Meissener Porzellan für die Sieger in den drei Kategorien.
Der Sächsische Staatspreis für Design 2012 erreichte mit 318 Einreichungen einen neuen Bewerberrekord. Es entfielen auf die Kategorie Produktdesign 154 Bewerbungen, auf die Kategorie Kommunikationsdesign 111 Bewerbungen, auf den Sonderpreis Neue Mobilität 8 Bewerbungen und auf die Kategorie Nachwuchsdesign: 45 Bewerbungen.
Erstmals stiftete die Staatliche Porzellan-Manufaktur Meissen eine Preisstatue aus Meissener Porzellan für die Sieger in den drei Kategorien.
Im Rahmen der Designer‘s Open konnten ca. 12.000 Besucher die preisgekrönten und nominierten Objekte erleben. Hinzu kamen ca. 10.000 Besucher an den weiteren Stationen der Ausstellungstournee.
Neben der Ausstellung und dem TAG DES DESIGNS im Industriemuseum Chemnitz wurde die Ausstellung im Kunstgewerbemuseum Schloss Pillnitz und im Kulturhistorischen Museum Görlitz, der Kaisertrutz gezeigt.
Die Jury:
- Gerrit Babtist, Professor Produkt-Design, Bauhaus-Universität
- Matthias Berg, Creative Consultant für Unternehmen und Creative Director für Agenturen, Hamburg
- Thomas Bille, Freier Journalist und Moderator
- Ines Bruhn, Professorin für künstlerisch-gestalterische Grundlagen an der Westsächsischen Hochschule Zwickau
- Silke Claus, Geschäftsführerin bayern design GmbH, Nürnberg
- Gerhard Friedrich, Leiter Produktlinienmanagement Design, BMW Group München
- Roland Heiler, Managing Director Porsche Design GmbH, Zell am See
- Jens Krzywinski, Wissenschaftlicher Mitarbeiter im Zentrum für Technisches Design der TU Dresden
- Martin Pross, Vorstand der Scholz & Friends Group GmbH, Berlin

### Kategorie Produktdesign
1. Preis
- Fagonello, Kinderfagott
  - Designer: Johannes Wahrig / Frank Jank, Schneeberg
  - Hersteller: HEYDAY'S OHG, Dresden

2. Preis
- Leuchte RIMA
  - Designer: Matthias Pinkert, Dresden
  - Hersteller: dreipuls GmbH, Dresden

3. Preis
- CyFlow® CUBE 6
  - Designer: Jens Kaschlik, Berlin
  - Hersteller: Partec GmbH, Görlitz

Anerkennung, drei Stück
- Tisch "Wasser zur Suppe"
  - Designer: Stefan Möhnle, Dresden
  - Hersteller: Tischlerei Zeisig, Halbendorf
- Briefkasten Vienna
- Tisch "Wasser zur Suppe"
  - Designer: Wolfgang Beiler-Schlehaider,
  - Hersteller: Max Knobloch Nachf. GmbH, Döbeln
- break a cafetable
  - Designer: Haase/Simon,
  - Hersteller: Deutsche Werkstätten Hellerau, Dresden

### Kategorie Kommunikationsdesign
1. Preis
- Lange Liste 79-97
  - Designer: Christian Lange, Leipzig
  - Hersteller: Spectormag GbR Markus Dreßen, Anne König, Jan Wenze, Leipzig

2. Preis
- Erscheinungsbild Kunst- und Kulturfestival Begehungen 2011
  - Designer: Mandy Knospe, Chemnitz
  - Hersteller: Begehungen e. V., Chemnitz

3. Preis
- Schrift "Challenger"
  - Designer: Dipl.-Grafiker-Designer Manfred Kloppert, Radebeul
  - Hersteller: Linotype GmbH, Bad Homburg

### Nachwuchspreis
1. Preis
- Das Prinzip Höhle.
  - Bewerber: Katharina Jebsen

2. Preis
- Aerobike
  - Bewerber: Ralf Pohl, Mirko Gabschuß, Dresden

3. Preis
- raya - water camping
  - Bewerber: Carsten Langner, Karsten Pingler

Anerkennung zwei Stück
- Alltagsrituale: Faltzeit-Haltzeit
  - Designer: Uta Tischendorf
- Farbwesen oder das Wesen der Farbe
  - Designer: Uta Tischendorf

### Sonderpreis Neue Mobilität
1. Preis
- RESET - next level urban mobility
  - Designer: Thomas Bühner, Dresden

## 2014
Der Sächsische Staatspreis für Design 2014 stand unter dem Motto „Mehr Wert durch Design“. Die Jury zeichnete am 24. Oktober im Rahmen der Designers` Open  auf der Leipziger Messe  14 herausragende Produkte mit dem Sächsischen Staatspreis für Design aus. Insgesamt waren 35 innovative Produkte und Designs für den Staatspreis aus den 261 Einreichungen nominiert.
Die Ausstellung der Preisträger und aller Nominierungen fand vom September 2014 bis 2015 an acht Orten statt – von der Messe Leipzig über das smac in Chemnitz bis zum Haus der Wirtschaft in Stuttgart. Die ausgezeichneten Produkte wurden einer breiten Öffentlichkeit mit ca. 46.000 Besuchern vorgestellt.
Die Jury:
- Gerrit Babtist, Bauhaus-Universität, Lehrstuhl Produkt-Design, Weimar
- Hannah Bauhoff, Designjournalistin, Hamburg
- Matthias Berg, Creative Consultant für Unternehmen und Creative Director für Agenturen, Hamburg
- Sabine Lenk, Projektleitung Munich Creative Business Week (MCBW), bayern design GmbH
- Gerhard Friedrich, Leiter Produktlinienmanagement Design, BMW Group München
- Roland Heiler, Managing Director Porsche Design GmbH, Zell am See
- Jens Krzywinski, Wissenschaftlicher Mitarbeiter im Zentrum für Technisches Design der TU Dresden
- Fritz Straub, Geschäftsführer Deutsche Werkstätten Hellerau

### Kategorie Produktdesign
1. Preis
- Pendix 1.0
  - Designer: neongrau., Dresden
  - Hersteller: Herms Drives GmbH, Zwickau

2. Preis
- Hocker
  - Designer: Marcel Kabisch, Frankenberg
  - Hersteller: FEINSERIE, Frankenberg

3. Preis
- FABian
  - Designer: formfreun.de gestaltungsgesellschaft, Jens Kaschlik, Berlin
  - Hersteller: Cell. Copedia GmbH, Leipzig

### Kategorie Kommunikationsdesign
1. Preis
- Umwelt- und Nachbarschaftshaus Kelsterbach
  - Designer: Intolight, Dresden
  - Hersteller: Gemeinnützige Umwelthaus GmbHe, Kelsterbach

2. Preis
- Buchgestaltung „Schönheit & Last – Bildnisse vom Alter“
  - Designer: Oberberg . Seyde, Leipzig
  - Hersteller: Cajewitz-Stiftung, Berlin

3. Preis
- »Mascha und der Bär«
  - Designer: Renate Wacker, Leipzig
  - Hersteller: kunstanstifter verlag e.Kfr., Mannheim

3. Preis
- »Auswahl aus dem Verlagsprogramm Spector Books 2012–2014«
  - Designer: Spector Books / Spectormag GbR, Jan Wenzel
  - Hersteller: Spector Books / Spectormag GbR, Leipzig

### Nachwuchspreis
1. Preis
- Mähdrescherstudie mit neuartigem Klappschneidwerkskonzept
  - Bewerber: Christoph Philipp Schreiber, Dresden

2. Preis
- My way. Materialstudie – Kiefernnadeln / Textildesign an der Burg Giebichenstein: I did it my way!
  - Bewerber: Katharina Jebsen

3. Preis
- Schuko-plug-twisted
  - Bewerber: Christoph Uckermark

Anerkennung und Sonderpreis Leipziger Messe
- EVOLVE – Lightweight Trekkingzelt
  - Designer: Ingo Schuppler, Jonas Schwarz

### Sonderpreis "Apps – Mobile neue Medien"
Anerkennungen drei Stück
- Abflug – die lustige Wimmelreise für kleine Passagiere
  - Designer: APPSfactory GmbH, Alexander Trommen, Dresden
  - Hersteller: Lufthansa AG
- ifdesign.awards
  - Designer: APPSfactory GmbH, Alexander Trommen, Dresden
  - Hersteller: IF International Forum Design GmbH, Hannover
- Solarwatt Energy Portal
  - Designer: neongrau. (design) Kiwigrid GmbH (Programmierung), Dresden
  - Hersteller: Solarwatt GmbH

## 2016
Der Sächsische Staatspreis für Design 2016 stand unter dem Credo „Nachhaltigkeit durch Design – Verantwortung für die ZUKUNFT.“ Insgesamt konnte die Jury 18 Preisträger auszeichnen.
Der Sonderpreis Soziales Design bot innovative Ansätze zur Verbesserung der Lebensqualität und Bewältigung gesellschaftlicher Herausforderungen im Sinne sozialer Verantwortung und der Gestaltung unserer Zukunft. Die Preisverleihung fand am 24. Oktober 2016 im Lichthof des Albertinums statt und gab dem Sächsischen Staatspreis für Design einen festlichen und würdigen Abschluss.
Die Ausstellung der Preisträger und Nominierungen fand im designxport, Hamburg vom 27. Januar bis 25. Februar 2017 und im Industriemuseum Chemnitz vom 9. März – 23. April 2017 statt.
Die Jury:
- Hannah Bauhoff, Designjournalistin und Studienrätin, Hamburg/Flensburg
- Silke Claus, Geschäftsführerin der bayern design GmbH, Nürnberg
- Prof. Sebastian Feucht, Industrial- und Transportation Design, HTW Berlin
- Judith Marthaler, Social Media Marketing Conceptioner, Hamburg
- Linda Pense, Künstlerin und Designerin, Leipzig
- Thomas Schneider, Diplom-Designer, Geschäftsführer Leipzig School of Design
- Fritz Straub, Geschäftsführer Deutsche Werkstätten Hellerau
- Jan Vietze, Industrial- und Transportation Design, HTW Berlin
- Sebastian Wolfram, Industriedesigner, WOLFRAM Design/Engineering, Dresden

### Kategorie Produktdesign
In dieser Kategorie wurden folgende Preise vergeben:
1. Preis
CELLina®
- Designer: Jens Kaschlik, formfreun.de Produktentwicklung GmbH
- Hersteller: Cell.Copedia GmbH

2. Preis
C1-mini-LC
- Designer: corporate friends®
- Hersteller: corporate friends®

3. Preis
Laser-Triangulationssensor optoNCDT 1320/1420
- Designer: Wolfgang Hartig, H-Design und Christoph Grüber, Micro-Epsilon Optronic GmbH
- Hersteller: MICRO-EPSILON MESSTECHNIK GmbH & Co. KG

3. Preis
Laserbohrkopf SLH200
- Designer: Newkon GmbH, Dipl.-Ing. Markus Trappe
- Hersteller: Steinmeyer Mechatronik GmbH

### Kategorie Kommunikationsdesign
1. Preis
Unmöglich. Aber machbar – Inklusion von sehbehinderten und blinden Schülern
- Designer: Antje Mönnig

1. Preis
Wendt & Kühn Erlebniswelt
- Designer: neongrau OHG + intolight Marko Ritter / Marco Zichner / Conrad Schneider GbR
- Hersteller: Wendt & Kühn

3. Preis
CAMELOT Typefaces – Webseite mit Typetester und vier Schriftfamilien: Gräbenbach, Lelo, Rando und Rosart
- Designer: Maurice Göldner, Katharina Köhler, Wolfgang Schwärzler, CAMELOT Typefaces
- Hersteller: Camelot Typefaces

Anerkennung
Curry & Co. 10 Jahre – Jubiläumskalender – mit der Wahl zur ersten Wurstprinzessin / zum ersten Wurstprinzen
- Designer: Susanne Meyer-Götz / Curry & Co.
- Hersteller: Curry & Co. OHG

Anerkennung
Coole Flats
- Designer: Manicx - Studio for Visual Communication
- Hersteller: Wohnungsbaugesellschaft Plauen mbH

### Kategorie Nachwuchsdesign
1. Preis
Eluvio – Kämpfe gegen die Fluten
- Designer: Anne Katharina Schulze

2. Preis
Laborgerät für Mikroskopie bei Tieftemperaturen
- Designer: Tina Bobbe, Hauke Lerche

3. Preis
ALANT – Heilkräuter
- Designer: Jane Kunath

3. Preis
Die Konstellation der Reparatur – Rückblick, Sammlung, Position
- Designer: Sara Reuter

Anerkennung
2ge
- Designer: Markus Weber

Sonderpreis
E.VE – Entwurf eines Quads auf Elektroantrieb für Mobilität im urbanen Raum
- Designer: Philipp J. W. Träuptmann

mycane | Mensch im Fokus _Blindenstock 2.0
- Designer: Julia Galefske

### Kategorie Soziales Design
1. Preis
Greiftisch HALT
- Designer: etage8 GmbH
- Hersteller: etage8 GmbH

2. Preis
mycane | Mensch im Fokus _Blindenstock 2.0
- Designer: Julia Galefske

3. Preis
Design for Change – Germany
- Designer: Annett Löser
- Hersteller: studio heyho! GbR

## 2018
Der Preis wurde im Oktober 2018 verliehen. Insgesamt 27 Designentwürfe aus den Bereichen Produkt, Kommunikation, Handwerk und Sound wurden prämiert. 213 waren eingereicht worden. Den Jury-Vorsitz hatte Professor Dr. Uta Brandes, der Publikumspreis wurde auf der Wettbewerbshomepage abgestimmt.

## 2020
Der Preis wurde am 5. Juli 2021 verliehen an: Paul Judt und Wandelbots GmbH, Christoph-Philipp Schreiber, Frank Mühlbauer, Yichen Fan und TU Dresden, Lydia Kluge und Texlock GmbH, Elkana Stöckel, Andreas Mikutta, Mandy Münzner und Die Rederei gUG, Stefan Teubner und TU Dresden, Lisa-Marie Lüneburg, Tina Bobbe, Jan Ljubimov, Tim Walter und Odem Guitars, Roy Fankhänel, Anne Kaden, Emese Papp und Ottobock, A4VR GmbH, Jan Thiel und Flamecoach, Daimler AG, Olaf Gersbeck, Maike Vahrenhorst, Judith Anders.